# Zoravar Andranik
Zoravar Andranik (armeniska: Զորավար Անդրանիկ: General Andranik) är en tunnelbanestation på Jerevans tunnelbana i Armeniens huvudstad Jerevan. Stationen ligger i distriktet Kentron.
Tunnelbanestationen öppnades den 26 december 1989 under namnet Hoktemberjan (armeniska: Հոկտեմբերյան: Oktober), uppkallad efter oktoberrevolutionen 1917. Den döptes om till Zoravar Andranik 1991, efter generalen Andranik Ozanjan (1865–1927), en armenisk nationalhjälte i strider mot turkisk militär. En staty över honom finns i parken längs Tigran Metsavenyn. 
Stationen ligger i korsningen mellan Tigran Metsavenyn och Agatangeghos- och Movses Chorenats-gatorna, söder om Republikens plats.

## Bildgalleri

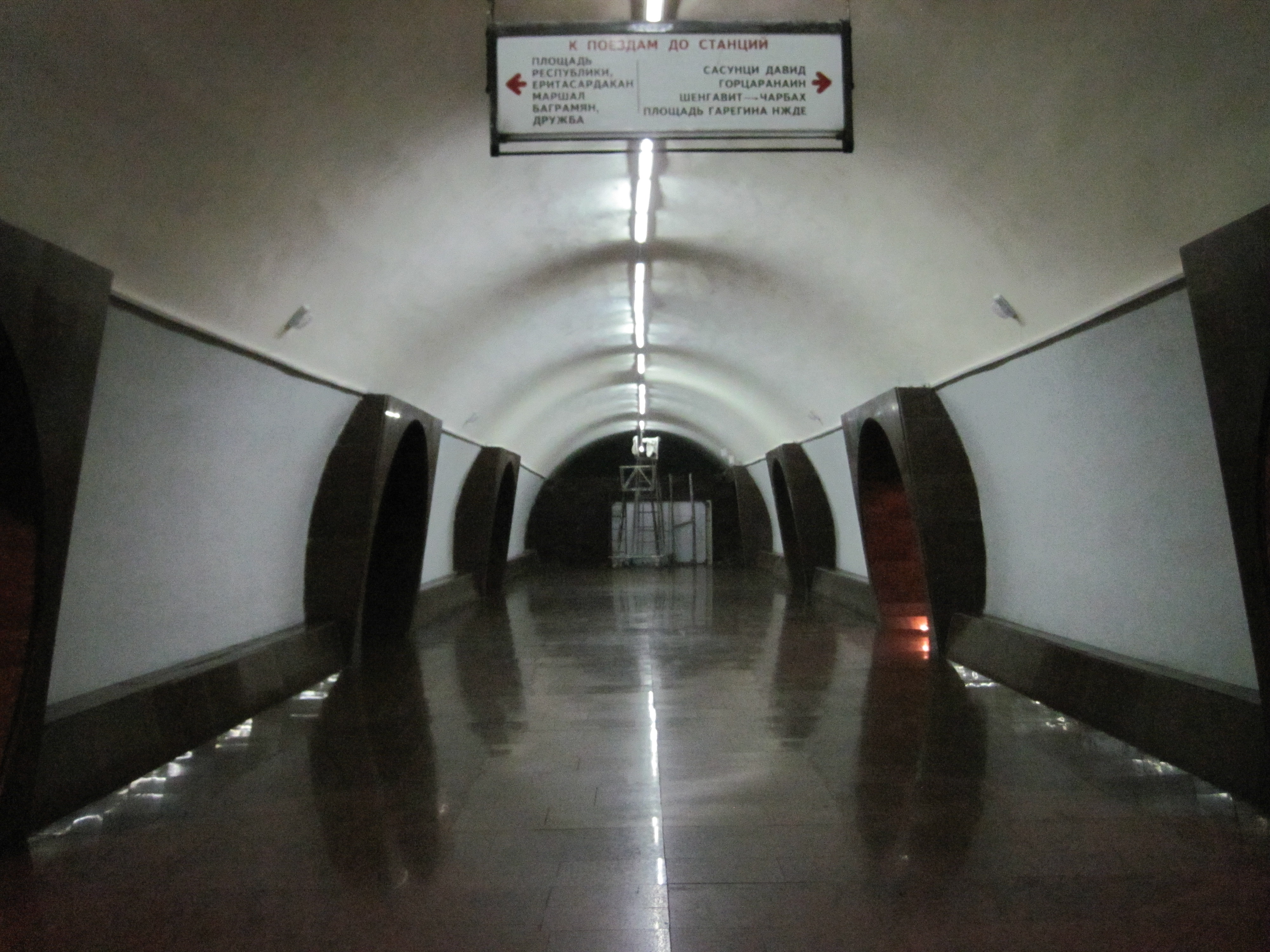
Interiör